# 町野朔
町野 朔（まちの さく/はじめ、1943年9月17日 - ）は、日本の法学者（刑法）。上智大学名誉教授。

## 人物
東京大学では平野龍一の指導を受ける。日本における人クローン規制立法などにおいて中心的な役割を担う。

## 略歴
- 1962年 東京都立井草高等学校卒業
- 1962年 東京大学教養学部文科三類入学
- 1966年 東京大学法学部卒業
- 1966年 東京大学法学部助手（学士助手）
- 1966年 司法試験第二次試験合格
- 1969年 上智大学法学部法律学科専任講師
- 1970年 上智大学法学部法律学科助教授
- 1971年 ノートル・ダム・ロー・スクール特別研究生（～1973年）
- 1980年 上智大学法学部法律学科教授
- 1990年 上智大学法学部法律学科長
- 1997年 上智大学法学部長（ - 1998年）
- 2000年 日本学術会議会員
- 2003年 上智大学大学院法学研究科法曹養成専攻教授（ - 2011年）
- 2004年 上智大学社会正義研究所長（ - 2005年）
- 2005年 上智大学大学院法学研究科委員長（ - 2007年）
- 2005年 放送大学客員教授（ - 2008年）
- 2011年 上智大学生命倫理研究所教授
- 2014年 上智大学定年退職、上智大学名誉教授[1]

## 受賞
- 日本刑法学会賞、1971年

## 主要著書
- 『児童虐待と児童保護』（上智大学出版、2012年）
- 『児童虐待の防止 : 児童と家庭,児童相談所と家庭裁判所』（有斐閣、2012年）
- 『移植医療のこれから』（信山社、2011年）
- 『プレップ刑法』（弘文堂、2004年）
- 『刑法(2)各論』（有斐閣、2003年）
- 『刑法(1)総論』（有斐閣、2003年）
- 『安楽死・尊厳死・末期医療』（信山社出版、1997年）
- 『犯罪各論の現在（いま）』（有斐閣、1996年）
- 『刑法総論講義案(1)』（信山社出版、1996年）
- 『犯罪論の展開1』（有斐閣、1989年）
- 『患者の自己決定権と法』（東京大学出版会、1986年）

## 門下生
- 島伸一
- 山本輝之
- 臼木豊
- 辰井聡子
- 近藤和哉
- 東雪見
- 冨高彩
- 柑本美和
- 橋爪幸代
- 水留正流
- 丸山雅夫
- 林美月子